# Pseudorhaphitoma phaea
Pseudorhaphitoma phaea é uma espécie de gastrópode do gênero Pseudorhaphitoma, pertencente a família Mangeliidae.